# Deep (singel)
Deep – trzeci singel brytyjskiego zespołu muzycznego Anathema. Został wydany tylko w Holandii w celach promocyjnych.

## Lista utworów
- CD Single[1]

1. „Deep” – 4:52
2. „Emotional Winter” – 5:54

## Twórcy
Opracowano na podstawie materiału źródłowego.
- Vincent Cavanagh – śpiew, gitara
- Daniel Cavanagh – gitara, instrumenty klawiszowe
- John Douglas – perkusja
- Dave Pybus – gitara basowa